# Rod an der Weil
Rod an der Weil ist der Hauptort der Gemeinde Weilrod im hessischen Hochtaunuskreis.

## Geographische Lage
Rod an der Weil (auch Rod a.d. Weil) liegt im Weiltal des östlichen Hintertaunus. Das Dorf gehört seit 1972 zur Verbandsgemeinde Weilrod und liegt im Naturpark Taunus. Die Nachbarorte sind Hasselbach (westlich), Emmershausen (nördlich) und Cratzenbach (südlich).

## Geschichte

### Ortsgeschichte
Seit keltischer Zeit ist Rod an der Weil besiedelt. In der Nähe der Gemeinde befindet sich der Ringwall Rentmauer aus keltischer Vorzeit. Im Jahr 1279 findet sich die älteste bekannte urkundliche Erwähnung des Ortes als Rode. Jedoch wurde bereits im Jahr 1213 der „Eichelbacher Hof“ auf dem Gebiet von Rod erwähnt.
Rod gehörte ursprünglich zum Herrschaftsbereich der Grafen von Diez. Später kam das Kirchspiel Rod an der Weil (zu dem Hasselbach und Cratzenbach gehörten) zu den Grafen von Isenburg-Limburg. In der Reformation wurde der Ort evangelisch. Als Anekdote wird berichtet: „Das Hin und Her der Konfessionszugehörigkeit ... veranschaulicht die Pfarrei Rod an der Weil in der Herrschaft Nassau-Weilburg. Der dortige [evangelische] Pfarrer betreute sowohl katholische wie evangelische Pfarrkinder, indem er in Rod an der Weil den evangelischen und in Hasselbach den katholischen Gottesdienst hielt.“ 1779 wurde die Ziegelhütte erbaut. 1806 wurde Rod Teil des Herzogtums Nassau und 1866 preußisch.
1933 wurde im Rod an der Weil hinter dem Gasthaus Taunus ein Freibad gebaut. Das kleine Becken war zunächst ein Schwarzbau, später wurde die Baugenehmigung erteilt. Heute sind von dem Becken keine Reste mehr erhalten.
Hessische Gebietsreform (1970–1977)
Im Zuge der Gebietsreform in Hessen fusionierten zum 31. Dezember 1971 die Gemeinde Rod an der Weil mit den dahin ebenfalls selbstständigen Gemeinden Cratzenbach, Gemünden und Winden zur erweiterten Gemeinde Rod an der Weil. Am 1. August 1972 wurde sie kraft Landesgesetz mit mehreren anderen Gemeinden zur Gemeinde Weilrod zusammengeschlossen. Damit verbunden war der Wechsel in den neu gegründeten Hochtaunuskreis. Für alle ehemals eigenständigen Gemeinden von Weilrod wurde je ein Ortsbezirk gebildet.

### Verwaltungsgeschichte im Überblick
Die folgende Liste zeigt die Staaten und Verwaltungseinheiten, denen „Rod an der Weil“ angehört(e):
- vor 1806: Heiliges Römisches Reich, Grafschaft/Fürstentum Nassau-Usingen, Amt Usingen
- ab 1806: Herzogtum Nassau,[Anm. 2] Amt Usingen
- ab 1849: Herzogtum Nassau, Kreisamt Idstein[Anm. 3]
- ab 1854: Herzogtum Nassau, Amt Usingen
- ab 1867: Königreich Preußen,[Anm. 4] Provinz Hessen-Nassau, Regierungsbezirk Wiesbaden, Obertaunuskreis[Anm. 5]
- ab 1871: Deutsches Reich, Königreich Preußen, Provinz Hessen-Nassau, Regierungsbezirk Wiesbaden, Obertaunuskreis
- ab 1918: Deutsches Reich (Weimarer Republik), Freistaat Preußen, Provinz Hessen-Nassau, Regierungsbezirk Wiesbaden, Obertaunuskreis
- ab 1886: Deutsches Reich, Königreich Preußen, Provinz Hessen-Nassau, Regierungsbezirk Wiesbaden, Kreis Usingen
- ab 1932: Deutsches Reich, Königreich Preußen, Provinz Hessen-Nassau, Regierungsbezirk Wiesbaden, Obertaunuskreis
- ab 1933: Deutsches Reich, Königreich Preußen, Provinz Hessen-Nassau, Regierungsbezirk Wiesbaden, Landkreis Usingen
- ab 1944: Deutsches Reich, Freistaat Preußen, Provinz Nassau, Landkreis Usingen
- ab 1945: Amerikanische Besatzungszone,[Anm. 6] Groß-Hessen, Regierungsbezirk Wiesbaden, Landkreis Usingen
- ab 1946: Amerikanische Besatzungszone, Land Hessen, Regierungsbezirk Wiesbaden, Landkreis Usingen
- ab 1949: Bundesrepublik Deutschland, Land Hessen, Regierungsbezirk Wiesbaden, Landkreis Usingen
- ab 1968: Bundesrepublik Deutschland, Land Hessen, Regierungsbezirk Darmstadt, Landkreis Usingen
- ab 1972: Bundesrepublik Deutschland, Land Hessen, Regierungsbezirk Darmstadt, Hochtaunuskreis, Gemeinde Weilrod[Anm. 7]

## Bevölkerung

### Einwohnerstruktur 2011
Nach den Erhebungen des Zensus 2011 lebten am Stichtag, dem 9. Mai 2011, in Rod an der Weil 861 Einwohner. Darunter waren 51 (5,9 %) Ausländer. Nach dem Lebensalter waren 165 Einwohner unter 18 Jahren, 363 zwischen 18 und 49, 165 zwischen 50 und 64 und 171 Einwohner waren älter. Die Einwohner lebten in 354 Haushalten. Davon waren 87 Singlehaushalte, 114 Paare ohne Kinder und 120 Paare mit Kindern, sowie 24 Alleinerziehende und 6 Wohngemeinschaften. In 81 Haushalten lebten ausschließlich Senioren und in 234 Haushaltungen lebten keine Senioren.

### Einwohnerentwicklung
| Rod an der Weil: Einwohnerzahlen von 1834 bis 2020 | Rod an der Weil: Einwohnerzahlen von 1834 bis 2020 | Rod an der Weil: Einwohnerzahlen von 1834 bis 2020 | Rod an der Weil: Einwohnerzahlen von 1834 bis 2020 | Rod an der Weil: Einwohnerzahlen von 1834 bis 2020 |
| --- | -------------------------------------------------- | -------------------------------------------------- | -------------------------------------------------- | -------------------------------------------------- |
| Jahr |                                                    |                                                    |                                                    | Einwohner                                          |
| 1834 | 1834                                               |                                                    | 402                                                | 402                                                |
| 1840 | 1840                                               |                                                    | 421                                                | 421                                                |
| 1846 | 1846                                               |                                                    | 445                                                | 445                                                |
| 1852 | 1852                                               |                                                    | 443                                                | 443                                                |
| 1858 | 1858                                               |                                                    | 460                                                | 460                                                |
| 1864 | 1864                                               |                                                    | 483                                                | 483                                                |
| 1871 | 1871                                               |                                                    | 452                                                | 452                                                |
| 1875 | 1875                                               |                                                    | 451                                                | 451                                                |
| 1885 | 1885                                               |                                                    | 427                                                | 427                                                |
| 1895 | 1895                                               |                                                    | 442                                                | 442                                                |
| 1905 | 1905                                               |                                                    | 484                                                | 484                                                |
| 1910 | 1910                                               |                                                    | 497                                                | 497                                                |
| 1925 | 1925                                               |                                                    | 459                                                | 459                                                |
| 1939 | 1939                                               |                                                    | 592                                                | 592                                                |
| 1946 | 1946                                               |                                                    | 790                                                | 790                                                |
| 1950 | 1950                                               |                                                    | 784                                                | 784                                                |
| 1956 | 1956                                               |                                                    | 694                                                | 694                                                |
| 1961 | 1961                                               |                                                    | 689                                                | 689                                                |
| 1967 | 1967                                               |                                                    | 752                                                | 752                                                |
| 1970 | 1970                                               |                                                    | 773                                                | 773                                                |
| 1980 | 1980                                               |                                                    | ?                                                  | ?                                                  |
| 1990 | 1990                                               |                                                    | ?                                                  | ?                                                  |
| 1999 | 1999                                               |                                                    | 791                                                | 791                                                |
| 2011 | 2011                                               |                                                    | 861                                                | 861                                                |
| 2015 | 2015                                               |                                                    | 888                                                | 888                                                |
| 2020 | 2020                                               |                                                    | 974                                                | 974                                                |
| Datenquelle: Historisches Gemeindeverzeichnis für Hessen: Die Bevölkerung der Gemeinden 1834 bis 1967. Wiesbaden: Hessisches Statistisches Landesamt, 1968. Weitere Quellen: LAGIS; Gemeinde Weilrod; Zensus 2011 |                                                    |                                                    |                                                    |                                                    |

### Historische Religionszugehörigkeit
| • 1885: | 405 evangelische (= 94,85 %), 22 katholische (= 5,15 %) Einwohner  |
| • 1961: | 580 evangelische (= 84,18 %), 89 katholische (= 12,92 %) Einwohner |

## Politik
Ortsbeirat
Für Rod an der Weil besteht ein Ortsbezirk (Gebiete der ehemaligen Gemeinde Rod an der Weil) mit Ortsbeirat und Ortsvorsteher nach der Hessischen Gemeindeordnung.
Der Ortsbeirat besteht aus sieben Mitgliedern. Bei den Kommunalwahlen in Hessen 2021 betrug die Wahlbeteiligung zum Ortsbeirat 60,51 %. Dabei wurden gewählt: ein Mitglied von Bündnis 90/Die Grünen, ein Mitglied der SPD und fünf Mitglieder der „Freien Wählergemeinschaft“ (FWG). Der Ortsbeirat wählte Klaus Fuchs (FWB) zum Ortsvorsteher.

## Sehenswürdigkeiten

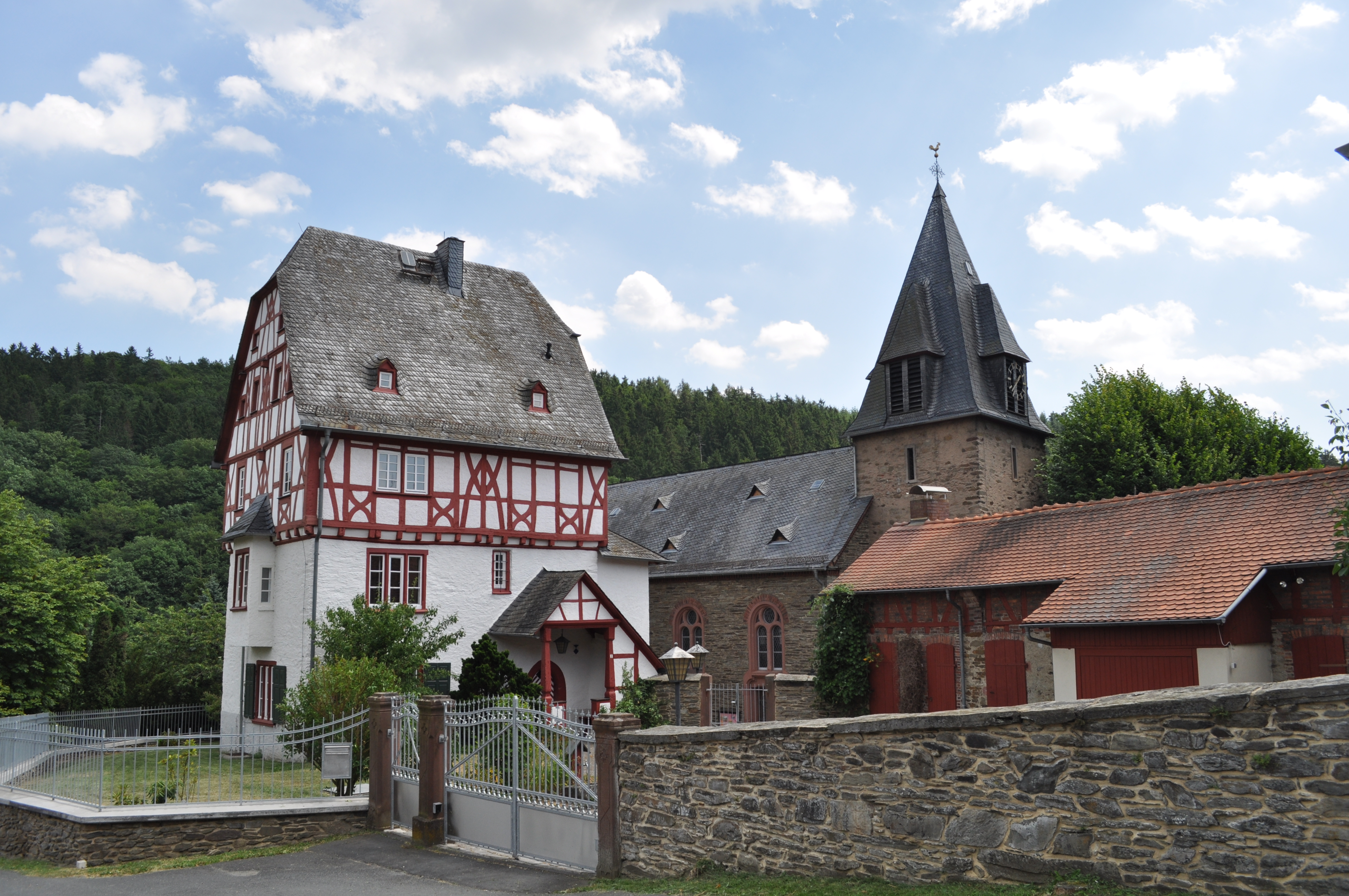
Kirche und Pfarrhaus
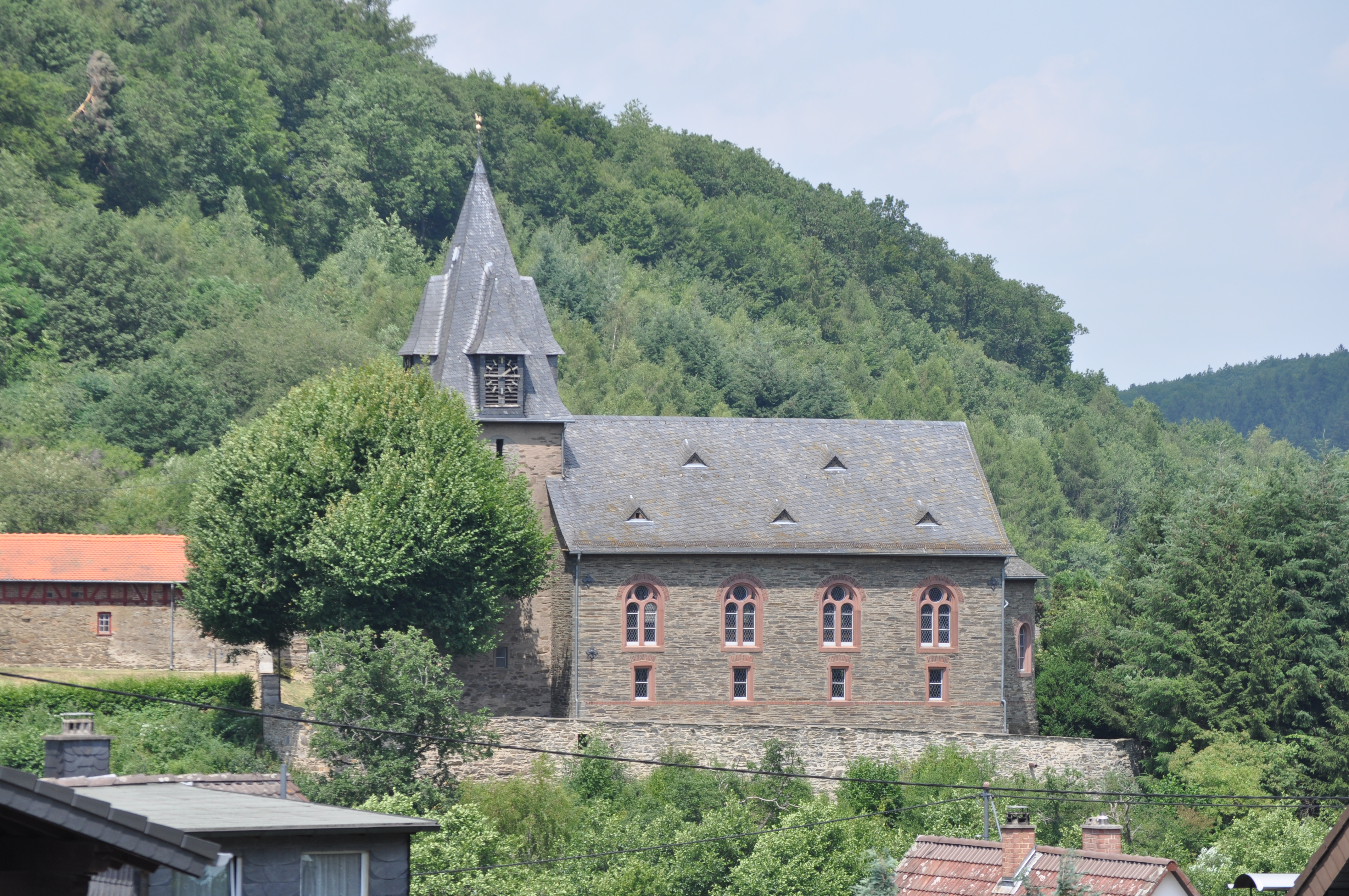
Kirche
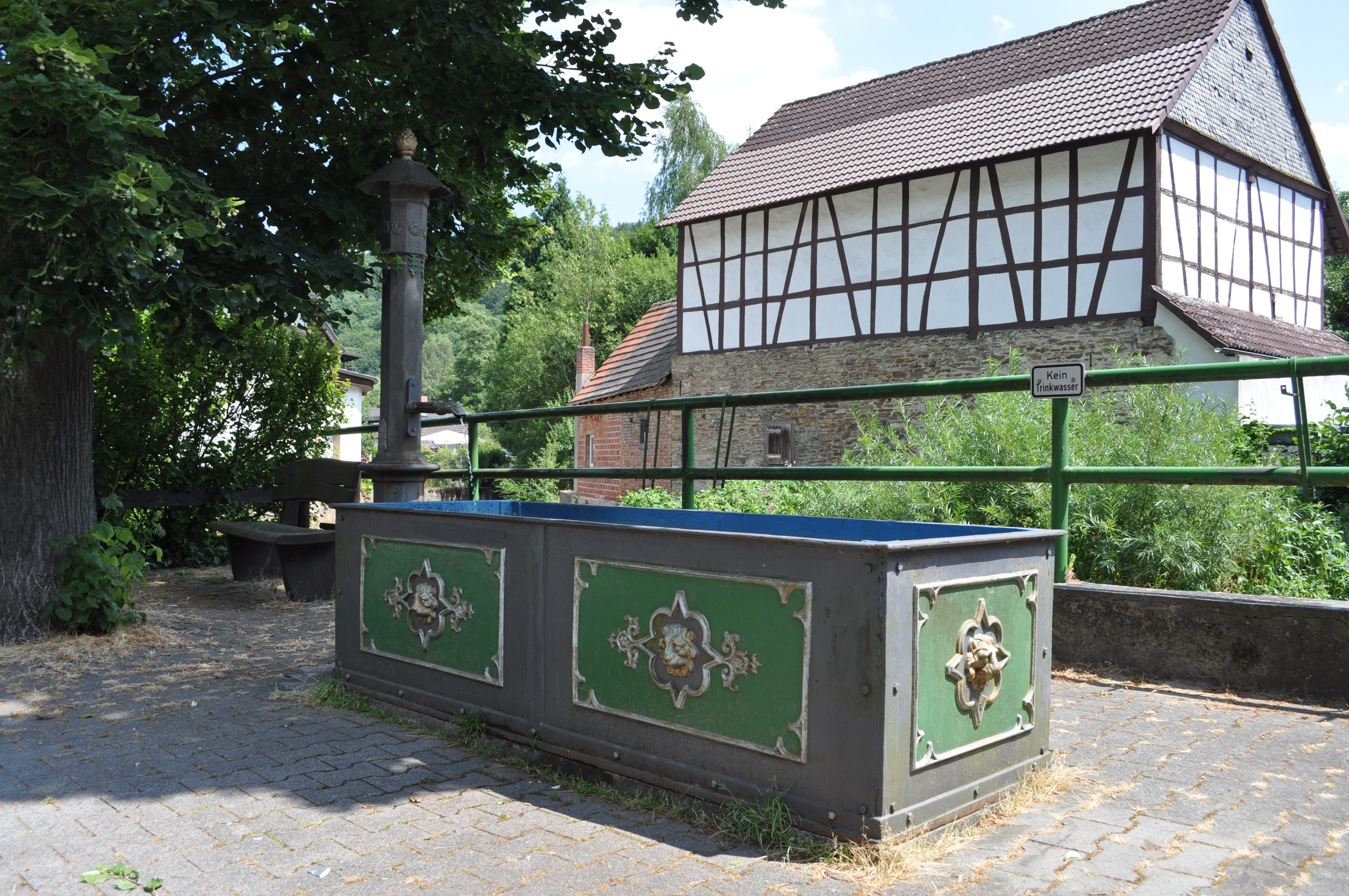
Brunnen
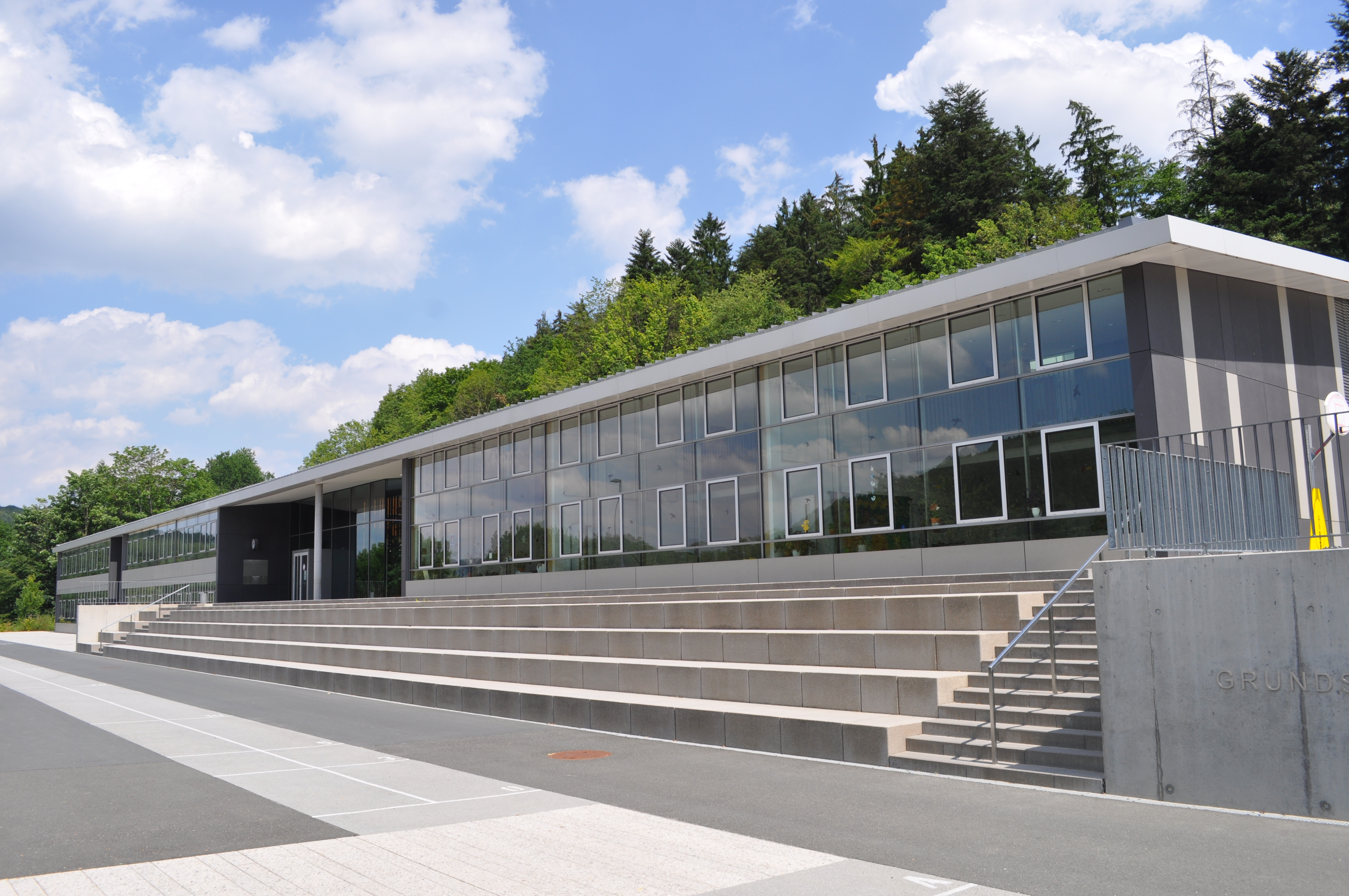
Grundschule im Weiltal
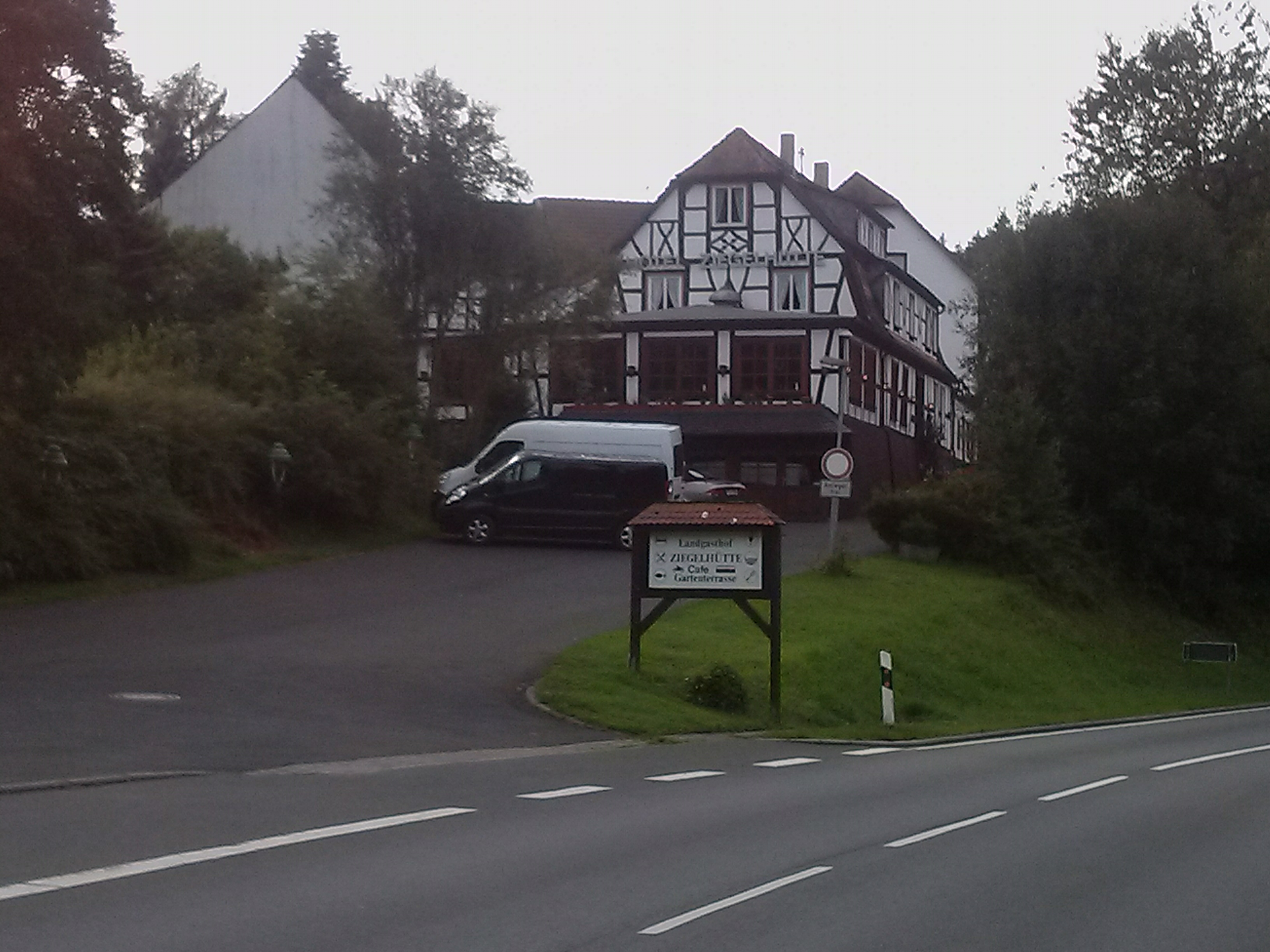
Ziegelhütte (Rod an der Weil)

### Evangelische Pfarrkirche aus dem 19. Jahrhundert
Die Geschichte der evangelischen Pfarrkirche oberhalb des Dorfes ist weitgehend unbekannt. Der wehrhafte, vermutlich gotische Westturm ist der älteste Teil des Gebäudes. Im Jahr 1891 wurden Schiff und Chor erbaut. Die Orgel wurde von Gustav Raßmann konstruiert und stammt aus den Folgejahren.
Als Naturdenkmal ausgewiesen ist die zu Ehren des 400. Geburtstag Martin Luthers im Folgejahr 1884 von den Schülern und Lehrern des Kirchspiels Rod an der Weil gepflanzte Martin-Luther-Linde.

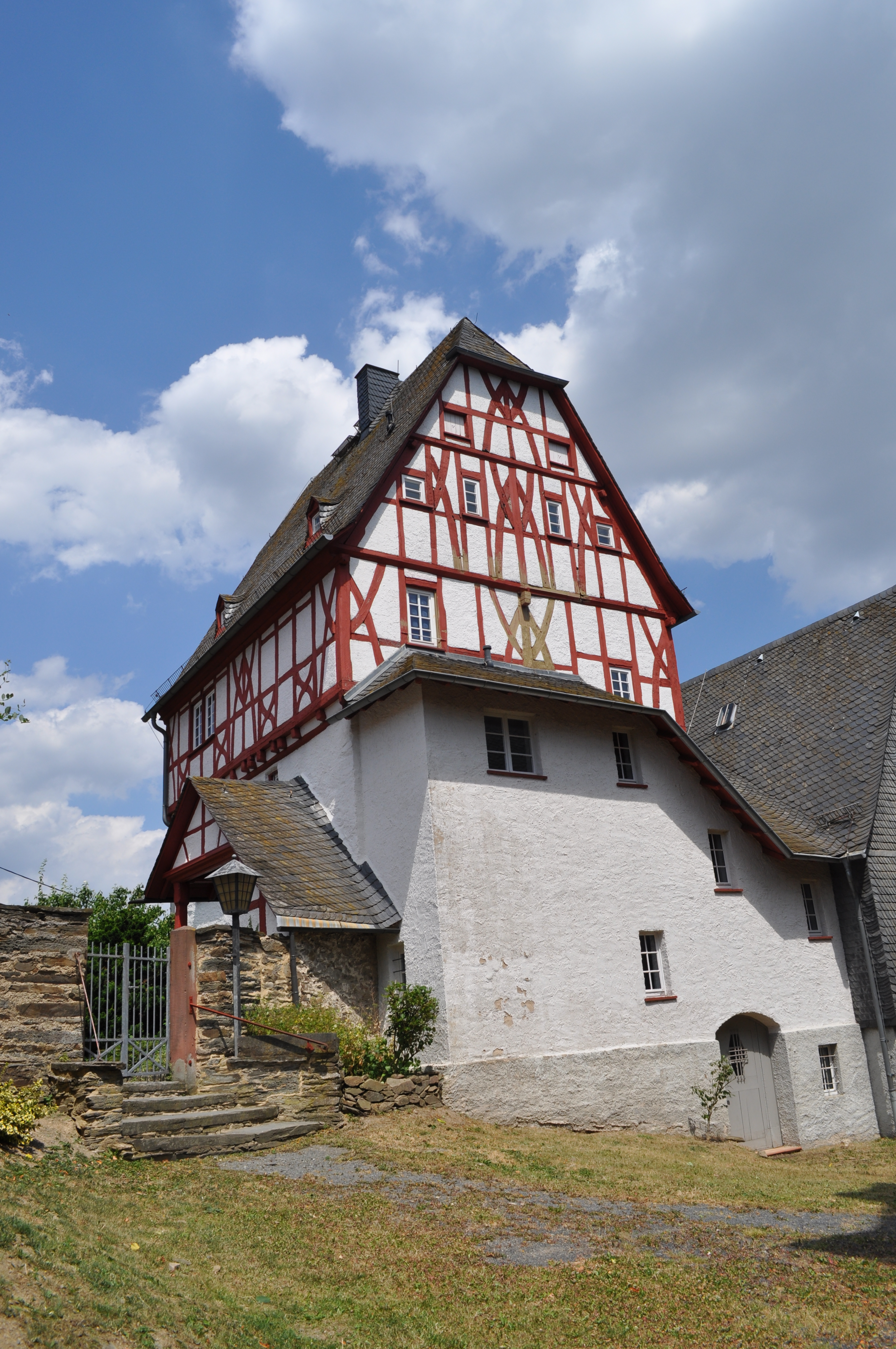
Pfarrhaus

### Ältestes Pfarrhaus Deutschlands von ca. 1200
Das Pfarrhaus von Rod an der Weil ist eines der ältesten noch erhaltenen Pfarrhäuser Hessens und Deutschlands. Die Inschrift auf dem Türbalken weist als Baujahr 1522 aus, die älteren Teile des Baus werden auf den Anfang des 13. Jahrhunderts geschätzt. Die oberen zwei der vier Stockwerke sind in Fachwerkbauweise errichtet. Das Gebäude erinnert an eine kleine Festung, so besitzt es auch eine „Pechnase“ über dem Eingang. In Kriegszeiten diente das Pfarrhaus auch als Schutz für die Bevölkerung. Zurzeit findet eine Neugestaltung des Geländes statt.

### Weitere Fachwerkhäuser
Mehrere restaurierte Fachwerkhäuser befinden sich außerdem östlich der Weil in den Straßenzügen Schmiedhof und Klapperfeld. Die alte Schule in Rod an der Weil, Am Kirchberg ist sogar als eines der schönsten Fachwerkanwesen in der Taunuszeitung beschrieben worden. Die alte Schule wurde 1998 aufwendig saniert und dient heute zu Wohnzwecken.

### Landgasthof Ziegelhütte
Zirka 1 km südlich im Weiltal gelegen ist der Weiler Ziegelhütte, der aus 7 Häusern besteht. Dort befindet sich auch der Landgasthof Ziegelhütte, eine ehemalige Ziegelei, die seit den 1930er Jahren als Gasthof betrieben wird.

### Steinbruch
Zirka 1,5 km südlich von Rod an der Weil befindet sich ein Steinbruch im Ortsteil Cratzenbach. Heute dient die Anlage als Grillplatz des Naturparks Taunus. Die Steilwand des ehemaligen Steinbruchs wird vom Deutschen Alpenverein als Kletteranlage genutzt. Zu diesem Zweck sind Haken fest eingesetzt.

## Infrastruktur

### Wanderwege
Von Rod an der Weil führen mehrere beschilderte Wanderwege auf den Eichelberg (397,1 m) mit der Rentmauer, entlang der Weil, zu Aussichtspunkten oberhalb des Weiltals sowie nach Emmershausen und Hasselbach. Ein ökologischer Lehrpfad „Rentmauer“ beschäftigt sich mit dem Ökosystem Wald und der lokalen Pflanzen- und Tierwelt. Im Quellgebiet des Eichelbachs kurz vor der historischen Rennstraße, liegt die Ausflugsgaststätte Eichelbacher Hof, eine ehemalige Wasserburg.

### Bildung
In Rod an der Weil befindet sich seit den 1970ern eine Mittelpunktgrundschule „auf dem Senner“. Im Jahr 2006 wurde die Schule nach einem internationalen Architektenwettbewerb durch einen Neubau des Frankfurter Architekten Bernd Mey ersetzt. Bereits zweimal wurde der Schulneubau als beispielhaft für den Tag der Architektur in Hessen ausgewählt.

## Persönlichkeiten
Der ehemalige Bundestagsabgeordnete Holger Haibach (* 1971) stammt aus Rod an der Weil. Seine Eltern Heinrich und Isolde waren bis in die 1990er Jahre Inhaber der Gaststätte „Zur Post“ in der Weilstraße 20.